# بورسبئک
شهر بورسبئک (به فرانسوی: Borsbeek) در شهرستان آنتوئر در استان آنتوئر در منطقه فلاندری در کشور بلژیک واقع شده‌است.